# 三資企業
三資企業（さんしきぎょう・中国名；三资企业）は中華人民共和国における外資系企業（「外商投資企業」ないし「外商投資会社」）のうちの主要な三つの類型の総称である。三つの類型とは、「中外合資経営企業・中国名；中外合资经营企业」、「中外合作経営企業・中国名；中外合作企业」及び「外資企業・中国名；外资企业」のことを指す。「中外合資経営企業」とは、「中外合弁会社」とも呼ばれ、外資と中国資本との合併による会社である。「中外合作経営企業」とは、外資と中国資本の契約に基づく合弁であり、法人である場合と非法人である場合がある。第三の類型である「外資企業」とは、外国資本のみの出資による企業であり、「独資企業・中国名；外商独资企业」とも呼ばれる。

## 概説
中国では、「改革開放」直後の1979年に『合弁事業法』（『中外合資経営企業法』）を皮切りに、三資企業に関する法令が先行して制定され、そこでの実務や理論の蓄積を踏まえて一般法である『中華人民共和国公司法』が制定されるという道筋がとられた。このため、会社形態をとる三資企業は、有限責任会社の一種として一般法である『中華人民共和国公司法』の規律に服しつつも、実質的には特別法が主に適用され、国内資本による一般的な有限責任会社とはいくつかの重要な差異がある。例えば、設立、定款変更、持ち分譲渡などにおける政府の審査や認可の必要性、董事会や株主会などの会社機関の位置付けなどである。

## 中国における会社形態の中における三資企業の位置付け
中国における企業形態については、企業の所有制と責任態様の二つの側面から整理できる。前者は計画経済に適応させるために分類され、後者は社会主義市場経済に適応させるために分類されているものである。企業の所有制の側面から分類すると企業は、<1>国有企業、<2>集団企業、<3>私有企業、<4>外資系企業に分類される。本記事の三資企業は、この外資系企業の主要形態である。因みに、責任態様から分類すると、<1>個人企業、<2>組合企業、<3>株式合作企業、<4>会社企業（有限会社と株式会社）に分類される。

## 三資企業のうちの割合の変遷
中国が外資を導入し始めた1980年代初頭以降、外資企業が三資企業のうち上述3つの進出形態のうちいずれかを選択してきたかについては変遷がある。この変遷は、中国側からみると、外資系企業の主役はどのように変遷してきたかということになる。1980年代初頭にあっては、外資企業全体に占める合作企業の割合は、8割以上であり極めて高かった。しかし、1980年代中盤になると合弁企業がとって代わった。1990年代に入り、その前半までは合弁企業が外資企業全体の約6割を占めていた。ところが、1990年代後半から独資企業が急増し、外資企業全体の5割を超えた。2010年になると独資企業の割合は8割前後に達している。中国に進出する企業の進出形態の主力は、合作企業や合弁企業から独資企業に移ったと言える。一般に海外進出に際しての企業形態の選択は、進出する企業の独自の戦略の結果であり、それは自社経営資源、特に人的資源の有無や資本の多寡によって規定される。また、中国側のパートナーの有無なども形態選択の要因となり得る。加えて、進出先国や地域の経営環境も形態選択の大きな要因である。1980年代や1990年代において合作企業や合弁企業の割合が高かったのは、中国が外資導入の初期段階において外資に対するコントロールや、外資を利用した自国企業の改造を目的に、意図的に誘導した結果である。その後の独資企業の割合の増加は、改革開放政策の進捗に伴い、規制が緩和されたのがきっかけである。